# Bolivaia lobata
Bolivaia lobata är en insektsart som beskrevs av Rauno E. Linnavuori och Delong 1979. Bolivaia lobata ingår i släktet Bolivaia och familjen dvärgstritar. Inga underarter finns listade i Catalogue of Life.